# ألين بي. كارتر
ألين بي. كارتر (بالإنجليزية: Aline B. Carter)‏ (1892 - 1972)؛ كاتِبة وشاعرة أمريكية. درست في كلية ويليسلي.